# Jack McGrath (pilota automobilistico)
John James McGrath, detto Jack (Los Angeles, 8 ottobre 1919 – Phoenix, 6 novembre 1955) è stato un pilota automobilistico statunitense, detentore della pole position alla 500 Miglia di Indianapolis 1954 e deceduto in un incidente durante la gara finale della stagione a Phoenix, nel 1955.
Tra il 1950 e il 1960 la 500 Miglia faceva parte del Campionato mondiale di Formula 1, per questo motivo McGrath ha all'attivo anche 6 Gran Premi ed una pole position in F1.
McGrath è stato sepolto nel cimitero di San Gabriele, California.

## Risultati in Formula 1
| 1950 | Scuderia    | Vettura           |  |  |    |  |  |  |  |  |  | Punti | Pos. |
| ---- | ----------- | ----------------- |  |  | -- |  |  |  |  |  |  | ----- | ---- |
| 1950 | Jack Hinkle | Kurtis Kraft 3000 |  |  | 14 |  |  |  |  |  |  | 0     |      |

| 1951 | Scuderia    | Vettura           |  |   |  |  |  |  |  |  |  | Punti | Pos. |
| ---- | ----------- | ----------------- |  | - |  |  |  |  |  |  |  | ----- | ---- |
| 1951 | Jack Hinkle | Kurtis Kraft 3000 |  | 3 |  |  |  |  |  |  |  | 2     | 15º  |

| 1952 | Scuderia    | Vettura           |  |    |  |  |  |  |  |  |  | Punti | Pos. |
| ---- | ----------- | ----------------- |  | -- |  |  |  |  |  |  |  | ----- | ---- |
| 1952 | Jack Hinkle | Kurtis Kraft 3000 |  | 11 |  |  |  |  |  |  |  | 0     |      |

| 1953 | Scuderia    | Vettura           |  |   |  |  |  |  |  |  |  | Punti | Pos. |
| ---- | ----------- | ----------------- |  | - |  |  |  |  |  |  |  | ----- | ---- |
| 1953 | Jack Hinkle | Kurtis Kraft 4000 |  | 5 |  |  |  |  |  |  |  | 2     | 13º  |

| 1954 | Scuderia    | Vettura           |  |   |  |  |  |  |  |  |  | Punti | Pos. |
| ---- | ----------- | ----------------- |  | - |  |  |  |  |  |  |  | ----- | ---- |
| 1954 | Jack Hinkle | Kurtis Kraft 500C |  | 3 |  |  |  |  |  |  |  | 5     | 12º  |

| 1955 | Scuderia    | Vettura           |  |  |     |  |  |  |  |  |  | Punti | Pos. |
| ---- | ----------- | ----------------- |  |  | --- |  |  |  |  |  |  | ----- | ---- |
| 1955 | Jack Hinkle | Kurtis Kraft 500C |  |  | Rit |  |  |  |  |  |  | 0     |      |

| Legenda | 1º posto     | 2º posto | 3º posto    | A punti         | Senza punti/Non class.  | Grassetto – Pole position Corsivo – Giro più veloce |
| Legenda | Squalificato | Ritirato | Non partito | Non qualificato | Solo prove/Terzo pilota | Grassetto – Pole position Corsivo – Giro più veloce |